# Montastruc de Savés
Montastruc de Savés (francès Montastruc-Savès) és un municipi del departament francès de l'Alta Garona, a la regió d'Occitània.